# マイケル・ヘンダーソン

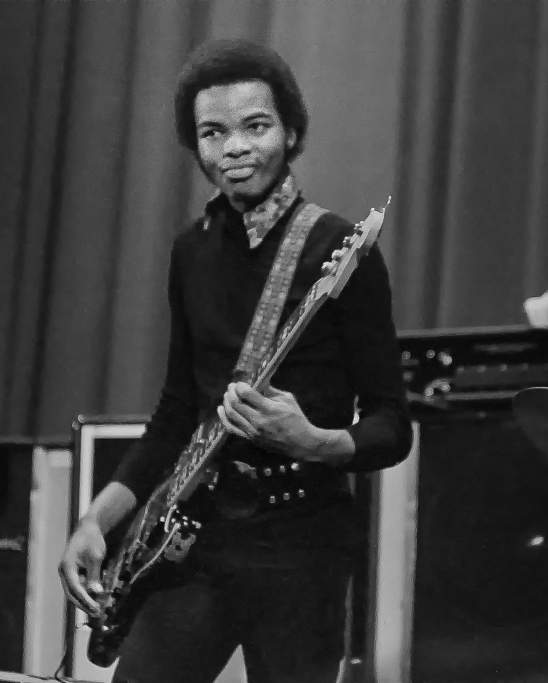
マイルス・デイヴィスと共演するヘンダーソン（1971年）

マイケル・ヘンダーソン（Michael Henderson、 1951年7月7日ー2022年7月19日）は、1970年代初期に『ジャック・ジョンソン』、 『パンゲア』、そして『ライヴ・イヴル』といった、初期のエレクトリック・ジャズ（後のフュージョン）のアルバムで、マイルス・デイヴィスと共演したことで最もよく知られているアメリカ合衆国のベーシスト、ボーカリストである。

## 経歴
ヘンダーソンは、1970年代のエレクトリック・ジャズで最初に頭角を現したベーシストの1人であり、また過去40年に最も影響力を持ったジャズ、そしてソウルのミュージシャンの1人でもある。マイルス・デイヴィスの他、マーヴィン・ゲイ、アレサ・フランクリン、スティーヴィー・ワンダー、ドラマティクス、ドクター・ジョン、その他多くの有名なアーティスト達と演奏し、録音をしている。
ヘンダーソンは、ボブ・バビット、そしてボブに最も影響を与えた存在であるジェームス・ジェマーソンとともに、3人の最も偉大なモータウンのベーシストの1人だと考えられている。
デイヴィスのバンドに加入する前には、ヘンダーソンは、スティーヴィー・ワンダーと一緒にツアーに出ていた。スティーヴィー・ワンダーとはシカゴのリーガル劇場でライブのリハーサルをしていた時に出会ったのである。デイヴィスは若いヘンダーソンが1970年の初めにニューヨーク市のコパカバーナで演奏しているのを見て、「オレがあんたのいかれたベーシストを連れて行くよ」とだけワンダーに言ったということである。
デイヴィスと一緒に丸々７年過ごした後、ヘンダーソンはソロ活動を始め、作詞作曲と歌に集中して、1986年に引退するまで、アリスタ・レコードで多くのヒット曲とアルバムを生み出した。バラードがよく知られているが、ヘンダーソンは影響力のあるファンクの演奏者であり、彼のリフと歌は広くカヴァーされてきた。彼のソロでの録音は百万枚を優に越えるアルバムを売り上げている。『ワイド・レシーヴァー』というアルバムに収録されている同名のタイトル曲は、ブレイクダンスのダンサー達に非常に好まれている。このアルバムは2010年11月に イギリスのレコード会社スーパーバードから再発された。また、『マイケル・ヘンダーソン・ベスト』というタイトルの編集盤にも「ワイド・レシーヴァー」は収録されている。ヘンダーソンは、ノーマン・コナーズがソロで歌った「あなたは私の宇宙船」や、コナーズがジーン・カーンと共演している「ヴァレンタイン・ラブ」といったヒット曲をバラードとして歌ったことでも有名である。
2022年7月19日、ジョージア州アトランタの自宅にて71歳で死去。死去の2週間前にアトランタのエモリー大学病院に原因不明の病気で入院していた。

## 影響
彼のベースリフの多くが、モータウンサウンドの太くて深みのあるノリを求めているプレイヤー達によって模倣されてきた。彼のベースリフは、「バレンタイン・ラブ」や「あなたは私の宇宙船」といったヒット曲から、スヌープ・ドッグやLL・クール・Jといった面々のサンプリングのネタ元となってきた。また、彼の歌は、ジェイ・Zのアルバム『アメリカン・ギャングスター』やエミネムの『8 Mile』などでサンプリングされたり、カヴァーされたりしている。ノトーリアス・B.I.G.、リック・ジェームス、ウェイマン・ティスデイル、シュガー・レイといったメンバーの企画でもサンプリングされたりカヴァーされたりしている。
彼はアメリカ合衆国に住んでおり、他のモータウンやソウルのミュージシャンたちの素材や、彼自身のソロの素材を演奏して、時にショーで演奏していた。
かつてデイヴィスのエレクトリック・バンドにいた他のメンバーとともに再会コンサートも行っていた。

## ディスコグラフィ

### リーダー・アルバム
- 『ソリッド』 - Solid (1976年、Buddah)
- 『ゴーイン・プレイシズ』 - Goin' Places (1977年、Buddah)
- 『イン・ザ・ナイトタイム』 - In The Night Time (1978年、Buddah)
- 『ドゥ・イット・オール』 - Do It All (1979年、Buddah)
- 『ワイド・レシーヴァー』 - Wide Receiver (1980年、Buddah)
- 『スリング・ショット』 - Slingshot (1981年、Buddah)
- 『フィックル』 - Fickle (1983年、Buddah)
- 『ベッドタイム・ストーリー』 - Bedtime Stores (1986年、EMI Records)

### マイルス・デイヴィス
- 『ジャック・ジョンソン』 - A Tribute to Jack Johnson (1970年)
- 『ライヴ・イヴル』 - Live=Evil (1970年-1971年)
- 『オン・ザ・コーナー』 - On the Corner (1972年)
- 『イン・コンサート』 - Miles Davis in Concert (1972年)
- 『ビッグ・ファン』 - Big Fun (1974年)
- 『ゲット・アップ・ウィズ・イット』 - Get Up With It (1974年)
- 『ダーク・メイガス』 - Dark Magus (1974年)
- 『アガルタ』 - Agharta (1975年)
- 『パンゲア』 - Pangaea (1975年)
- 『ザ・セラー・ドア・セッションズ1970』 - The Cellar Door Sessions 1970 (2005年) ※1970年録音